# Fujiwara no Mototoshi
Fujiwara no Mototoshi est un nom japonais traditionnel ; le nom de famille (ou le nom d'école), Fujiwara no, précède donc le prénom (ou le nom d'artiste).
Fujiwara no Mototoshi (藤原基俊) (1060 - 20 février 1142) est un poète et courtisan kuge de la fin de l'époque de Heian. Son père est l'udaijin (ministre de droite) Fujiwara no Toshiie et sa mère une fille de Takashina no Nobutari. le moine Kōkaku compte parmi ses enfants. Il appartient à la branche principale Clan Hokke du clan Fujiwara. Il obtient les rangs de jugoi et de emonfu. Il se fait moine bouddhiste en 1138 et prend le nom de Kakushun (覚舜).
Arrière-petit-fils de Fujiwara no Michinaga, il passe avec Minamoto no Toshiyori pour le plus important poète waka de l'époque de Heian. Il est un sévère et redouté juge des concours de waka et défend auprès de la cour impériale une forme poétique strictement traditionnelle en compétition avec le style innovateur de Minamoto no Toshiyori.
Au début du XIIe siècle il commence à fréquenter les cercles poétiques et organise différents utaawase (concours de waka), pour lesquels il est également assermenté. Il réunit une compilation de poésie chinoise et poésie waka japonaise en deux volumes appelée Shinsen Rōeishū (新撰朗詠集), complétée durant le règne de l'empereur Toba.
Quelques-uns de ses poèmes sont inclus dans l'anthologie Kin'yō Wakashū. Il réalise également une collection personnelle de poèmes appelée Mototoshi-shū (基俊集), dont l'un des poèmes est inclus dans la liste anthologique Ogura Hyakunin Isshu.

## Source
- Peter McMillan (2008) One hundred poets, one poem each: a translation of the Ogura Hyakunin Isshu. New York: Columbia University Press.  (ISBN 9780231143981)